# Zweiknotiger Krähenfuß
Der Zweiknotige Krähenfuß (Lepidium didymum L., Syn.: Coronopus didymus (L.) Sm.) ist eine Pflanzenart aus der Gattung der Kressen (Lepidium) innerhalb der Familie der Kreuzblütengewächse (Brassicaceae). Als ursprüngliches Verbreitungsgebiet wird Südamerika vermutet, sie ist in den anderen Gebieten fast weltweit ein Neophyt.

## Beschreibung

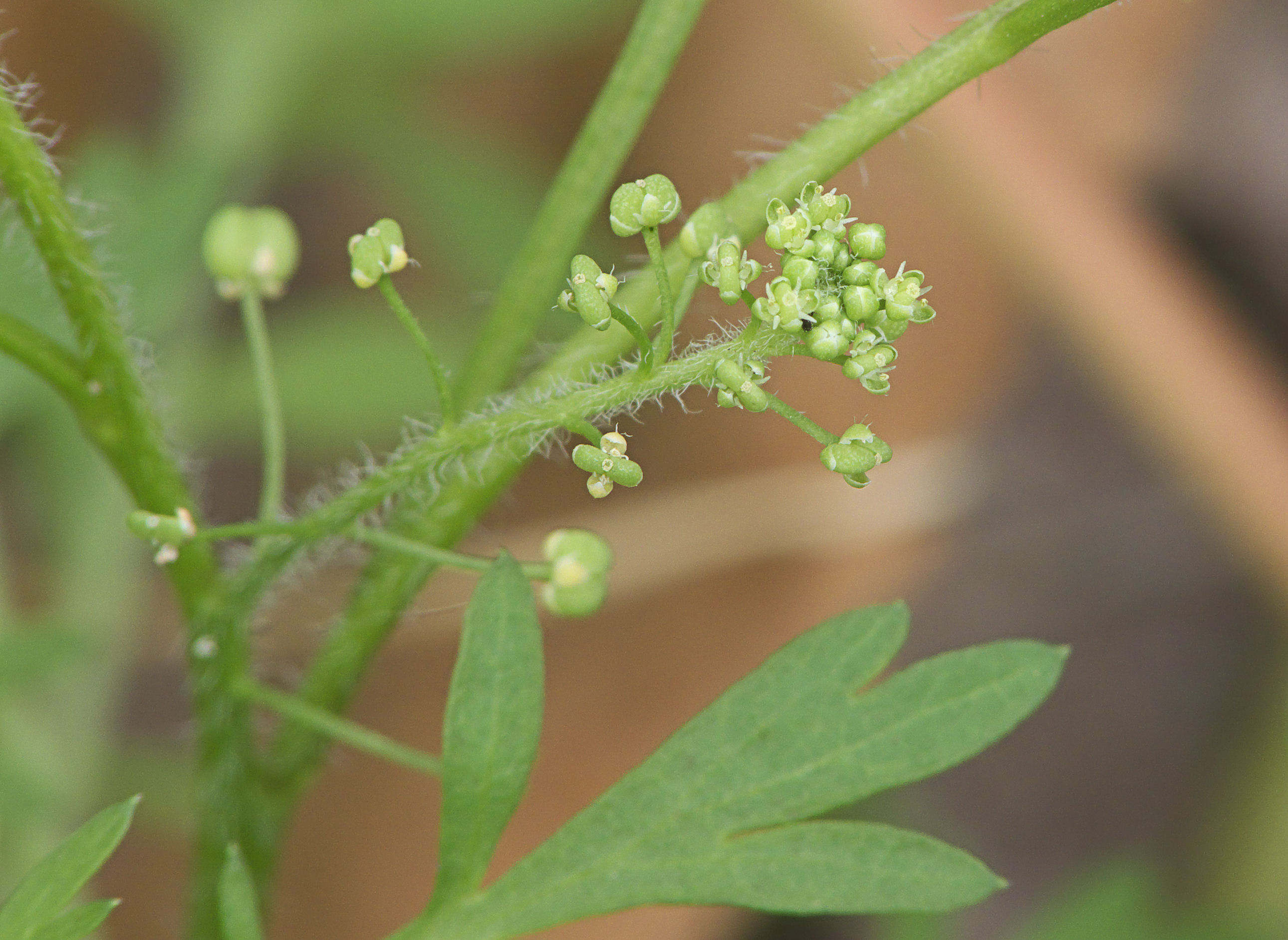
Blütenstand

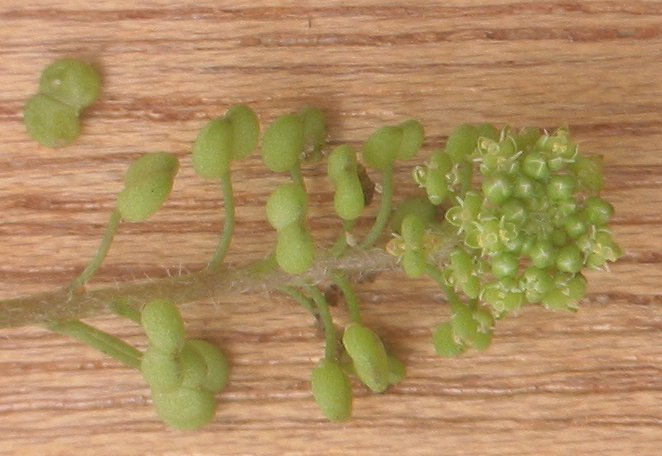
Blütenstand mit jungen Früchten

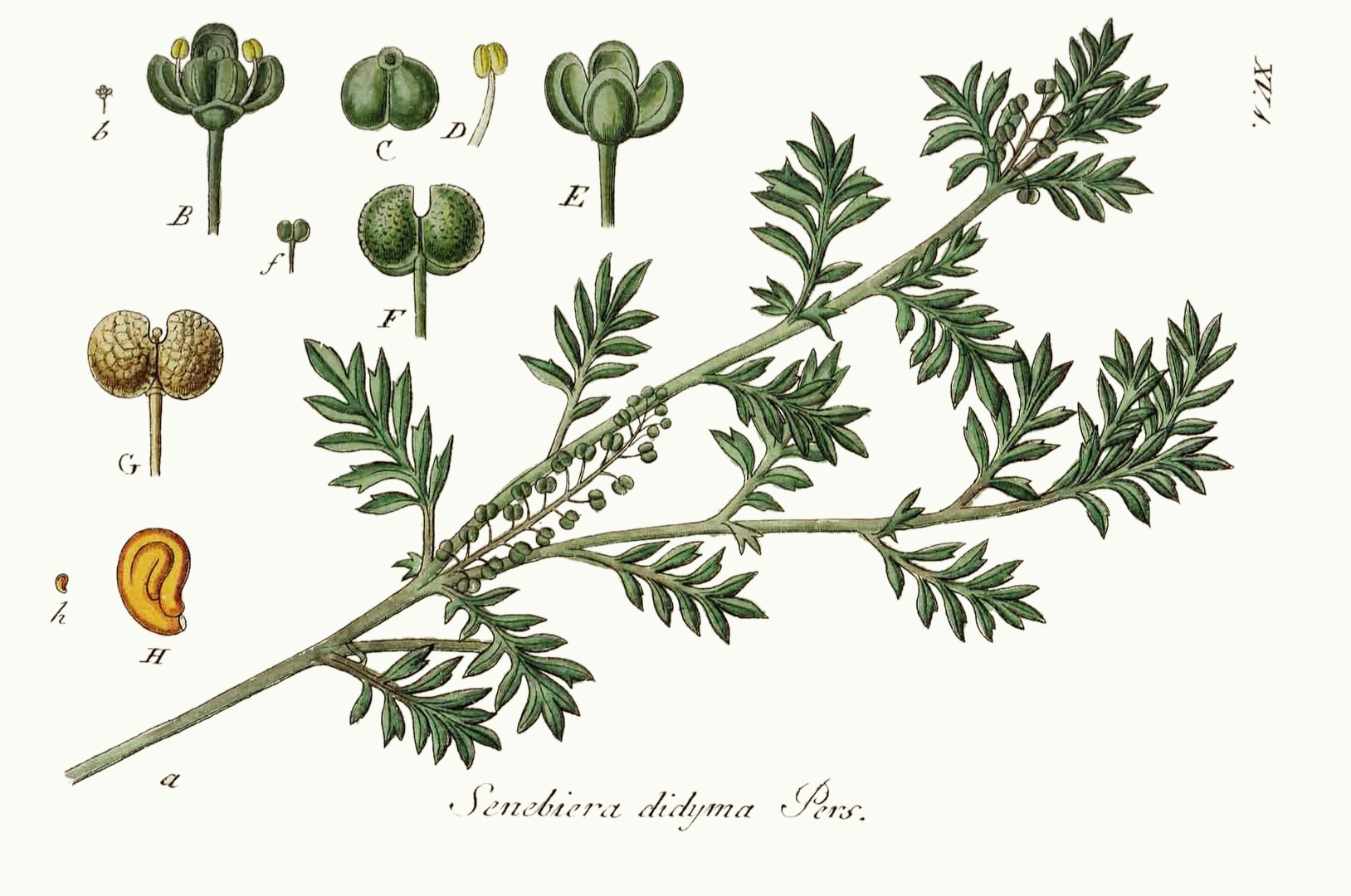
Illustration aus Deutschlands Flora in Abbildungen nach der Natur, Band 16, Tafel. 53

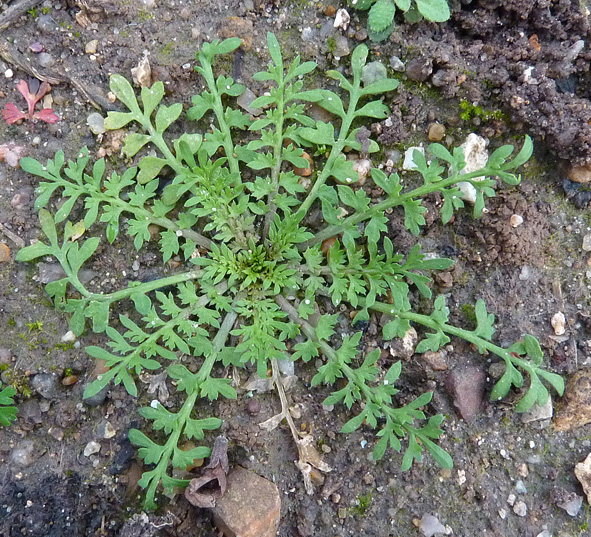
Grundständige Blattrosette

### Vegetative Merkmale
Der Zweiknotige Krähenfuß wächst meist als einjährige, selten auch zweijährige, krautige Pflanze. Die Pflanzenteile verströmen einen übelriechenden Geruch und sind kahl oder sie sind mit geraden, etwa 1 Millimeter langen Trichomen flaumig behaart. Je Pflanzenexemplar werden wenige bis einige aufrechte oder aufsteigende bis niederliegende Stängel gebildet; sie erreichen Wuchslängen von 10 bis 45, selten bis 70 Zentimetern und sind meist an ihrer Basis verzweigt.
Spätestens ab der Blütezeit sind keine grundständigen Blattrosetten mehr vorhanden. Die grundständig und wechselständig am Stängel verteilt angeordneten Laubblätter sind in Blattstiel und -spreite gegliedert. Die Blattstiele sind bei den Grundblättern 0,5 bis 4, selten bis zu 6 Zentimeter lang und bei den Stängelblättern nur kurz bis kaum erkennbar. Die Blattspreiten der Grundblätter sind bei einer Länge von 1 bis 6, selten bis zu 8 Zentimetern einfach oder doppelt fiederschnittig oder -teilig; sie sind fast bis zur Mittelrippe geteilt; von der Blattrhachis gehen auf beiden Seiten 2 bis 7 Millimeter lange, seitliche gezähnte oder eingeschnittene, spitze Blattlappen ab; sie sind verwelken früh. Die mittleren Stängelblätter ähneln denen an der Basis. Die Stängelblätter werden nach oben hin allmählich kleiner und sind weniger geteilt. Die Blattlappen der Stängelblätter sind bei einer Länge von 1,5 bis 3,5, selten bis zu 4,5 Zentimetern sowie einer Breite von 5 bis 12 Millimetern länglich bis lanzettlich oder elliptisch; ihr Rand ist glatt oder gesägt.

### Generative Merkmale
Die Blütezeit liegt vorwiegend März bis Juni oder in der Schweiz von Juni bis September oder in Österreich und angrenzenden Gebieten von Juni bis August. Gegenüber den Stängelblättern befinden sich, scheinbar seitenständig die vielen Blüten locker in traubigen Blütenständen. Die Blütenstiele sind länger als die Blüten.
Die zwittrige Blüte ist vierzählig. Die spät abfallenden Kelchblätter sind bei einer Länge von 0,5 bis 0,7, selten bis 0,9 Millimetern eiförmig. Die Kronblätter sind kürzer als die Kelchblätter und können auch ganz fehlen. Die weißen bis gelblichen Kronblätter sind bei einer Länge von 0,4 bis 0,5 Millimetern sowie einer Breite von etwa 0,1 Millimetern elliptisch bis linealisch oder eiförmig; es ist kein Nagel ausgebildet. Es sind nur die mittleren zwei (oder selten vier) Staubblätter vorhanden. Die weißen Staubfäden sind 0,3 bis 0,6 Millimeter lang. Die violetten Staubbeutel sind 0,1 bis 0,2 Millimeter lang.
Die kahle oder flaumig behaarte, zylindrische Blütenstandsachse verlängert sich durch Streckung bis zur Fruchtreife. Der Fruchtstiel ist bei einer Länge von 1,4 bis 2,5, selten bis zu 4 Millimetern sowie einem Durchmesser von 0,15 bis 2 Millimetern bleistiftförmig und fast gerade wenig gekrümmt, kahl oder auf der Oberseite spärlich flaumig behaart.
Die Fruchtstiele sind mindestens so lang wie die Früchte. Die Frucht ist kein Schötchen, sondern eine zweiknotige Spaltfrucht, daher der Trivialname Zweiknotiger Krähenfuß, die in zwei Hälften, sie gelten als Nussfrüchte, zerfällt. Diese zwei aufsteigenden oder leicht zurückgebogenen Nussfrüchte sind bei einer Länge von 1,3 bis 1,7 Millimetern sowie einem Durchmesser von 2 bis 2,5 Millimetern fast kugelig schlank, ausgerandet. Die kahle Oberfläche der Nussfrucht ist stark genervt, netzig runzelig und ohne Zacken. Ein Griffel ist zur Fruchtzeit nicht erkennbar. Die Samen sind bei einer Länge von 1 bis 1,2 Millimetern sowie einem Durchmesser von 0,7 bis 0,8 Millimetern eiförmig.

### Chromosomensatz
Die Chromosomenzahl beträgt x = 8; es liegt Tetraploidie mit einer Chromosomenzahl von 2n = 32 vor.

## Vorkommen
Der Zweiknotige Krähenfuß kommt ursprünglich in Südamerika vor. Er ist in Europa, Afrika, Asien, Australien, Neuseeland, Nordamerika, Mexiko und auf Inseln im Pazifik ein Neophyt.
Der Zweiknotige Krähenfuß wächst meist an stickstoffreichen, hellen und warmen Standorten. Er siedelt fast weltweit oft in Küstennähe in Höhenlagen bis zu 1000 Metern. Standorte sind meist Straßenränder und Abfallbereiche sowie Felder mit Pflanzengesellschaften des Verbands Polygono-Chenopodion oder Trittpflanzengesellschaften des Verbands Polygonion avicularis. In der Schweiz kommt er auch in Pflanzengesellschaften der Steinpflaster-Trittflur Saginion procumbentis vor.
Die ökologischen Zeigerwerte nach Ellenberg sind: Lichtzahl 9 = Volllichtpflanze, Temperaturzahl 7 = Wärmezeiger, Kontinentalitätszahl 4 = gemäßigtes Seeklima zeigend, Feuchtezahl 5 = Frischezeiger, Feuchtewechsel = keinen Wechsel der Feuchte zeigend, Reaktionszahl 6 = Mäßigsäure- bis Schwachbasenzeiger, Stickstoffzahl 6 = mäßigen Stickstoffreichtum bis Stickstoffreichtum zeigend, Salzzahl 0 = nicht salzertragend, Schwermetallresistenz = nicht schwermetallresistent.
Die ökologischen Zeigerwerte nach Landolt et al. 2010 sind in der Schweiz: Feuchtezahl F = 3w (mäßig feucht aber mäßig wechselnd), Lichtzahl L = 4 (hell), Reaktionszahl R = 4 (neutral bis basisch), Temperaturzahl T = 4+ (warm-kollin), Nährstoffzahl N = 4 (nährstoffreich), Kontinentalitätszahl K = 2 (subozeanisch), Salztoleranz = 1 (salztolerant).

## Inhaltsstoffe
Der Zweiknotige Krähenfuß enthält als Senfölglycosid Glucotropaeolin.

## Taxonomie
Die Erstveröffentlichung von Lepidium didymum erfolgte 1767 durch Carl von Linné in Mantissa Plantarum, S. 92. Synonyme für Lepidium didymum L. sind: Carara didyma (L.) Britton, Coronopus didymus (L.) Sm., Coronopus pinnatifida DC., Senebiera pinnatifida DC., Senebiera didyma (L.) Pers., Senebiera incisa Willd.